# Freden i Nystad
Freden i Nystad är den fred som slöts mellan Sverige och Ryssland den 30 augusti 1721 i Nystad i nuvarande Finland. Freden avslutade det stora nordiska kriget, och innebar att Sverige fick avträda delar av Viborgs och Kexholms län och hela Ingermanland, Estland (med öarna Ösel och Dagö) samt Livland till Ryssland. Gränsen mellan Sverige och Ryssland kom att dras ungefär där gränsen mellan Finland och Ryssland går numera.

## Fredsförhandlingarna
Fredsförhandlingar inleddes den 12 maj 1718 i Lövö by på åländska Vårdö. De svenska förhandlarna var Georg Heinrich von Görtz, Carl Gyllenborg och Johan Paulinus Lillienstedt, medan Ryssland företräddes av Jacob Bruce, Andrej Ivanovitj Osterman och Pavel Jaguzjinskij. Förhandlingarna avbröts den 13 september samma år. Under sommaren 1719 försökte tsar Peter öka pressen på Sverige genom flera härjningar längs den svenska östkusten. År 1720 var det svenska läget svårt, men Sverige försökte få till en allians med England mot Ryssland. Försöket misslyckades och man blev tvungna att söka fred.
England och Frankrike ställde upp som medlare, men i december 1720 kom Fjodor Mesjtjerskij, vilken även varit tolk åt A.I Rumjantsev, till Stockholm med en inbjudan till en fredskonferens. Det svenska rådet accepterade inbjudan, den 13 och 14 december och riksrådet Lillienstedt och landshövdingen Otto Reinhold Strömfelt fick fullmakter att förhandla i Nystad, dit de anlände i april 1721. Den 17 maj 1721 visade sig en rysk galärflotta utanför Gävle. Där var dock försvarsanstalterna i så gott skick att ryssarna vände sig norrut, mot städerna Söderhamn, Hudiksvall, Sundsvall och Härnösand, vilka brändes ned. En mängd bruk delade deras öde. För tredje gången blev även Umeå bränt av ryssarna, och även Piteå lades i aska. Ryssland företräddes under förhandlingana nu även av Bruce och Ostermann. Svenskarna tog direkt upp frågan om de ryska härjningarna, vilket ledde till att en kurir sändes för att kalla tillbaka den ryska flottan.
Sveriges delegater hade fullmakt att enbart släppa Kexholms län, Ingermanland och Narva, samt några län i östra Livland. Tsar Peter var bestämd på att Ryssland skulle behålla gjorda erövringar, förutom större delen av Finland, och hotade med att återuppta härjningarna i Sverige, för vilket 115 000 man mobiliserats. Sverige fann det då nödvändigt att gå med på fredsvillkoren.

## Fredsvillkoren
Fredsvillkoren var:
- Sverige avträdde Livland, Estland inklusive Ösel och Dagö, Ingermanland, Viborgs län och södra delen av Kexholms län.
- Sverige erhöll 2 000 000 riksdaler för de finska landskapen.
- Religionsfrihet garanterades i de av Sverige avträdda områdena och de fick behålla handelsprivilegierna.
- Den svenska staten fick årligen föra ut spannmål till ett värde av 50 000 rubel tullfritt från Livland.
- Ryssland fick rätt att medla i fredsförhandlingarna mellan Sverige och Polen.
- Ryssland förband sig att inte företa sig något mot Sveriges statsskick, tronföljd med mera och skulle även medverka till att ingen annan nation heller gjorde det.
- Ryssland återlämnade Finland till Sverige fyra veckor efter det att freden ratificerats.

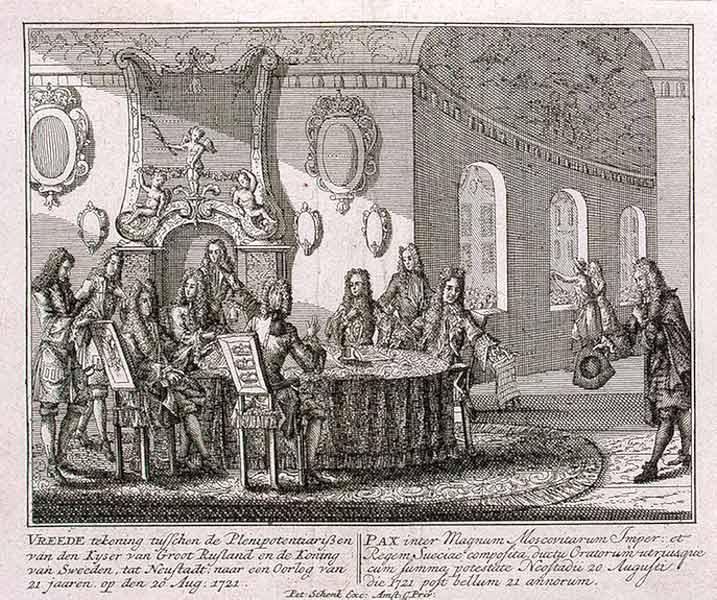
Kopparstick av undertecknandet av freden

- Alla krigsfångar på bägge sidor ska få lämna sina fångorter och bege sig hemåt efter de betalt sina skulder eller ställt borgen för dem. Av cirka 30 000 personer, inklusive civila som tagits i bland annat Finland, återvände enligt Per Sörensson (1923) att 1205 officerare och 3447 underofficerare och meniga återvände. [4]

## Följder av freden
Freden i Nystad är, vid sidan av freden i Fredrikshamn 1809, den hårdaste fred Sverige ingått efter medeltidens slut. Den innebar det definitiva slutet på det svenska stormaktsväldet och att Ryssland blev den ledande makten runt Östersjön. Särskilt förlusten av kornboden Livland var tung.
Freden i Nystad utgjorde också slutet på Sveriges fientligheter med Polen, vilka varat sedan år 1561. Fred med Polen slöts dock officiellt först år 1732 genom deklarationen med Polen.